# يان كونا
يان كونا (بالبرتغالية: Yann Cunha‏) هو سائق سيارة سباق ومهندس برازيلي، ولد في 22 يناير 1991 في برازيليا في البرازيل.

## وصلات خارجية
- الموقع الرسمي
- يان كونا على موقع DriverDB.com (الإنجليزية)